# Ijo-Sprachen
Das Ịjọ (Ijaw) ist eine Sprache beziehungsweise ein Dialektkontinuum aus mehreren Sprachen, welches in Südnigeria gesprochen wird und von der Sprecherzahl her den größten Zweig der ijoiden Sprachgruppe innerhalb der Niger-Kongo-Sprachfamilie bildet.
Sie umfasst 9 Sprachen beziehungsweise eigenständige Dialekte, und der ISO-Code lautet ijo.
Ịjọ ist somit die Hauptgruppe der nach ihr benannten ijoiden Sprachen. Sie wird von der Volksgruppe der Ịjọ gesprochen.
Die Sprachen werden in zwei Gruppen unterteilt - Zentral und Ost:
Zentral
- Izon (Zentral-West-Ijo) (1 Mio.); Biseni (5 Tsd.), Okodia (4 Tsd.), Oruma (5 Tsd.)

Ost
- Nkoro: Nkoro (5 Tsd.)
- Kalabari-Okrika: Kalabari (250 Tsd.), Kirike (250 Tsd.), Ibani (60 Tsd.)
- Südost: Nembe-Akassa (70 Tsd.)